# کیلمیچیل (میسیسیپی)
کیلمیچیل (به انگلیسی: Kilmichael) شهرکی در ایالت میسیسیپی کشور ایالات متحده آمریکا است که جمعیت آن در سرشماری سال ۲۰۱۰ میلادی، ۶۹۹
نفر بوده‌است.